# Yevgueni Klímov
Yevgueni Dmítriyevich Klímov –en ruso, Евгений Дмитриевич Климов– (Perm, 3 de febrero de 1994) es un deportista ruso que compite en salto en esquí.
Participó en tres Juegos Olímpicos de Invierno, entre los años 2014 y 2022, obteniendo una medalla de plata en Pekín 2022, en el trampolín normal por equipo mixto, y el séptimo lugar en Pyeongchang 2018, en el trampolín grande individual.

## Palmarés internacional
| Juegos Olímpicos | Juegos Olímpicos | Juegos Olímpicos | Juegos Olímpicos    |
| Año              | Lugar            | Medalla          | Prueba              |
| ---------------- | ---------------- | ---------------- | ------------------- |
| 2022             | Pekín (China)    | Medalla de plata | TN por equipo mixto |